# Euro-Islam
Euro-Islam ist ein Begriff, der 1991 von Bassam Tibi in die wissenschaftliche Diskussion eingeführt wurde und eine bestimmte säkularisierte Form des Islam beschreibt, die sich dadurch herausbilden soll, dass in Europa lebende Muslime Pflichten und Prinzipien des Islam mit Werten der modernen europäischen Kultur kombinieren. In der Folgezeit wurde das Konzept in den westlichen Ländern viel diskutiert. Bassam Tibi griff das Konzept 2002 erneut auf und warb für den „Euro-Islam“ als integrationspolitischen Weg. Dieses Konzept entwickelte er im Detail in seinem gleichnamigen Buch Euro-Islam (2009; erweiterte Neuausgabe 2020). Später wurde der Begriff „Euro-Islam“ auch für die reform-salafistische Position von Tariq Ramadan verwendet.
Faruk Şen und Dirk Halm kamen 2005 in einer Studie, die sich mit den religiösen Einstellungen und dem religiösen Organisationsgrad von Muslimen in Deutschland befasste, zu dem Ergebnis, dass die Entwicklung eines so definierten Euro-Islam durchaus empirisch nachgewiesen werden könne.
Unabhängig von seiner Definition bei Bassam Tibi wird der Begriff Euro-Islam häufig zur Bezeichnung jeglicher Form von liberalem Islam verwendet.

## Bassam Tibis „Euro-Islam“
Bassam Tibi versteht unter Euro-Islam eine europäisch-islamische Synthese im Rahmen der Europäisierung des Islam und darüber hinaus auch den Abschied von der Scharia und Dschihad, welche die Integration von Muslimen in Europa behindern. Euro-Islam bedeutet für ihn, dass in Europa lebende Muslime die Trennung von Religion und Staat akzeptieren. Als Gegensatz dazu sieht er als Konfliktszenario eine Ghettoisierung der Muslime mit ungeheurem Gewaltpotential für das 21. Jahrhundert. Der Euro-Islam bietet seiner Auffassung nach in der globalen Migrationskrise eine Alternative zum Ghetto-Islam, der von seiner Enklave aus langfristig auf eine Islamisierung Europas abzielt.
Um einen Erfolg der Integration der Muslime im Sinne des „Euro-Islam“ zu sichern, ist nach Tibi auch ein Mitwirken der europäischen Politik notwendig. Sie müsse klare Leitlinien für den Integrationsprozess setzen, indem sie Personen wie Tariq Ramadan und Nadeem Elyas nicht als Vertreter eines europäischen Islam anerkenne, und sie müsse nach dem Vorbild Frankreichs den Euro-Islam und seine Vertreter gegen reform- und integrationsfeindliche Kräfte unter den Muslimen fördern.
Der Alttestamentler Meik Gerhards forderte, muslimische Verbände, die sich an der Entwicklung eines „Euro-Islam“ beteiligen wollen, müssten zunächst ihre Kulturadäquanz nachweisen.

## Verwendung für die Position Tariq Ramadans
Johannes Twardella verwendete den Begriff „Euro-Islam“ 2006 für die Position des islamischen Intellektuellen Tariq Ramadan, der ebenfalls für eine neue europäisch-muslimische kulturelle Identität eintritt. In seinem Buch Muslimsein im Westen forderte Ramadan die Partizipation am gesellschaftlichen Leben sowie kulturelle Projekte im Einklang mit der europäischen Kultur und der muslimischen Ethik. Um seine Auffassung der Stellung des Islam in Europa zu verdeutlichen, prägte er den Neologismus Dar asch-Schahada (Gebiet des Glaubensbekenntnisses), das unter der Bedingung der Religionsfreiheit den traditionellen Gegensatz zwischen islamischer Welt und dem nicht-islamischen Dār al-Harb (Gebiet des Krieges) aufbrechen soll. Dadurch soll die Notwendigkeit eines Dschihad entfallen. Allerdings lehnt Ramadan anders als Bassam Tibi die Scharia nicht grundsätzlich ab, sondern tritt lediglich für ein Moratorium für übertrieben harte Strafen ein. Ramadans Ideen sind unter Nicht-Muslimen umstritten. Während einige seinen Versuch loben, den Islam ohne Identitätsverlust in die moderne europäische Gesellschaft zu integrieren, kritisieren ihn andere als letztlich „fundamentalistisch“ oder „antisemitisch“. Dagegen macht Ramadan selbst geltend, dass er sich durch seine Kritik an den Strafen der Scharia bei buchstabengetreuen Muslimen Feinde gemacht hat bis hin zu einem Einreiseverbot nach Saudi-Arabien.
Ramadan selbst lehnte den Begriff „Euro-Islam“ allerdings ab und verwendete ihn auch nicht für seine eigene Position. Auch Tibi verwahrte sich dagegen, den Begriff „Euro-Islam“ für die Vorstellungen Tariq Ramadans zu verwenden, da diese durch daʿwa und Beibehaltung der Scharia auf eine Islamisierung hinausliefen. Die Unterschiede zwischen sich und Ramadan arbeitete er 2010 in einem Beitrag zu der von Zeyno Baran herausgegebenen Aufsatzsammlung The Other Muslims: Moderate and Secular heraus. Auch der US-amerikanische Schriftsteller Paul Berman sah klare Unterschiede zwischen den Positionen Tibis und Ramadans.

## Begriffsprägung schon durch C. H. Becker?
Der Nahosthistoriker Wolfgang G. Schwanitz meint, dass der Begriff „Euro-Islam“ 1909 bereits durch den Islam-Wissenschaftler Carl Heinrich Becker geprägt wurde. Becker erörterte in seinem Aufsatz „Vom afrikanischen Islam“ die Frage, „Ist der Islam eine Gefahr für unsere Kolonien?“ Er meinte: „Da nun Afrika, wenn nicht alle Anzeichen täuschen, an den Islam verloren ist, so scheint mir die Europäisierung des Islam der Weg zu sein, auf dem sich die Entwicklung Innerafrikas in langen Jahrhunderten vollziehen wird... so ist... der Islam nicht als Gefahr für die europäische Zivilisation zu betrachten. Schwierigkeiten wird er allerdings noch lange Zeit bereiten, aber das sind Fragen der praktischen Politik. Doch im Grunde ist der Islam nur ein Feind des Christentums, aber nicht der Zivilisation.“ Es ist jedoch bisher noch kein Nachweis darüber erbracht worden, dass Becker den Begriff „Euro-Islam“ auch selbst verwendete.